# Primera División (Chile) 1982
Die Primera División 1982, auch unter dem Namen 1982 Campeonato Nacional de Fútbol Profesional bekannt, war die 50. Saison der Primera División, der höchsten Spielklasse im Fußball in Chile.
Die Meisterschaft gewann das Team von CD Cobreloa, das sich damit für die Copa Libertadores 1983 qualifizierte. Es war der zweite Meisterschaftstitel für den Klub. Zudem qualifizierte sich CSD Colo-Colo auch  für die Copa Libertadores, das sich in der Liguilla durchsetzen konnte. Die Vereine Santiago Morning und Deportes La Serena stiegen in die zweite Liga ab. Aufgrund der Aufstockung der Liga entschied der Verband, zuschauerstarke Vereine zu bevorzugen und so wurden die Rangers de Talca vom Abstieg ausgeschlossen. Die Copa Polla Gol 1982 gewann Vorjahrespokalsieger CSD Colo-Colo.

## Modus
Die 16 Teams spielen jeder gegen jeden mit Hin- und Rückspiel. Meister ist die Mannschaft mit den meisten Punkten und qualifiziert sich für die Copa Libertadores. Bei Punktgleichheit entscheidet ein Entscheidungsspiel um die bessere Position, wenn es um die Meisterschaft oder um den Klassenerhalt geht. In den anderen Fällen entscheidet das Torverhältnis. Die letzten vier Teams der Tabelle steigen in die zweite Liga ab. Die zwei Teams auf den Plätzen 11 und 12 spielen eine Relegationsliguilla mit zwei Zweitligisten, von denen in der kommenden Saison die beiden besten Teams erstklassig spielen, die anderen beiden Teams zweitklassig. Die Vereine auf den Tabellenplätzen 2 bis 5 spielen eine Liguilla um den zweiten Startplatz der Copa Libertadores. Bei Punktgleichheit gibt es ein Entscheidungsspiel. Für den Pokalsieg gibt es 2 Bonuspunkte, die drei weiteren Halbfinalisten erhalten 1 Bonuspunkt in der Ligatabelle.

## Teilnehmer
Für die Absteiger Deportivo Ñublense, Everton, Deportes Concepción und San Luis de Quillota spielen Aufsteiger Deportes Arica, Santiago Morning, Regional Atacama und Rangers de Talca in dieser Primera División-Saison. Folgende Vereine nahmen daher an der Meisterschaft 1982 teil:
| Mannschaft           | Stadt             |
| -------------------- | ----------------- |
| Audax Italiano       | Santiago de Chile |
| CD Cobreloa          | Calama            |
| CSD Colo-Colo        | Santiago de Chile |
| Deportes Iquique     | Iquique           |
| Deportes La Serena   | La Serena         |
| CD Magallanes        | Santiago de Chile |
| Naval de Talcahuano  | Talcahuano        |
| CD O’Higgins         | Rancagua          |
| CD Palestino         | Santiago de Chile |
| Rangers de Talca     | Talca             |
| Regional Atacama     | Copiapó           |
| Deportes Arica       | Arica             |
| Santiago Morning     | Santiago de Chile |
| Unión Española       | Santiago de Chile |
| Universidad Católica | Santiago de Chile |
| Universidad de Chile | Santiago de Chile |

## Tabelle
| Pl.                       | Verein                   | Sp. | S  | U  | N  | Tore    | Diff. | Punkte |
| ------------------------- | ------------------------ | --- | -- | -- | -- | ------- | ----- | ------ |
| 1.                        | CD Cobreloa (1)          | 30  | 19 | 6  | 5  | 069:230 | +46   | 45     |
| 2.                        | CSD Colo-Colo (M,P) (2)  | 30  | 14 | 11 | 5  | 041:210 | +20   | 41     |
| 3.                        | Universidad de Chile (1) | 30  | 14 | 10 | 6  | 058:380 | +20   | 39     |
| 4.                        | CD Magallanes            | 30  | 15 | 9  | 6  | 063:380 | +25   | 39     |
| 5.                        | Naval de Talcahuano      | 30  | 14 | 10 | 6  | 052:330 | +19   | 38     |
| 6.                        | Universidad Católica (1) | 30  | 13 | 11 | 6  | 050:330 | +17   | 38     |
| 7.                        | CD O’Higgins             | 30  | 12 | 10 | 8  | 048:390 | +9    | 34     |
| 8.                        | Deportes Iquique         | 30  | 12 | 6  | 12 | 039:440 | −5    | 30     |
| 9.                        | Regional Atacama (N)     | 30  | 10 | 8  | 12 | 036:430 | −7    | 28     |
| 10.                       | Deportes Arica (N)       | 30  | 11 | 6  | 13 | 037:470 | −10   | 28     |
| 11.                       | Audax Italiano           | 30  | 10 | 7  | 13 | 041:440 | −3    | 27     |
| 12.                       | Unión Española           | 30  | 10 | 5  | 15 | 039:560 | −17   | 25     |
| 13.                       | CD Palestino             | 30  | 6  | 12 | 12 | 030:440 | −14   | 24     |
| 14.                       | Deportes La Serena       | 30  | 5  | 9  | 16 | 026:530 | −27   | 19     |
| 15.                       | Santiago Morning (N)     | 30  | 4  | 7  | 19 | 034:580 | −24   | 15     |
| 16.                       | Rangers de Talca (N)     | 30  | 5  | 5  | 20 | 017:700 | −53   | 15     |
| Quelle: , Stand: Endstand |                          |     |    |    |    |         |       |        |

| (M) | Vorjahresmeister |
| (P) | Pokalsieger      |
| (N) | Aufsteiger       |

## Beste Torschützen
| Rang | Spieler              | Klub                 | Tore |
| ---- | -------------------- | -------------------- | ---- |
| 1    | Jorge Siviero        | CD Cobreloa          | 18   |
| 2    | Juan Carlos Orellana | CD O’Higgins         | 17   |
| 3    | Héctor Hoffens       | Universidad de Chile | 16   |
|      | Luis Marcoleta       | CD Magallanes        | 16   |
| 5    | Jorge Aravena        | Naval de Talcahuano  | 13   |
|      | Jorge Cabrera        | Deportes Arica       | 13   |

## Liguilla um die Copa Libertadores
| Pl. | Verein               | Sp. | S | U | N | Tore    | Diff. | Punkte |
| --- | -------------------- | --- | - | - | - | ------- | ----- | ------ |
| 1.  | CSD Colo-Colo (M, P) | 3   | 2 | 1 | 0 | 005:200 | +3    | 05     |
| 2.  | Universidad de Chile | 3   | 2 | 0 | 1 | 009:500 | +4    | 04     |
| 3.  | CD Magallanes        | 3   | 1 | 1 | 1 | 002:400 | −2    | 03     |
| 4.  | Naval de Talcahuano  | 3   | 0 | 0 | 3 | 001:600 | −5    | 0      |

## Relegationsliguilla
| Pl. | Verein                   | Sp. | S | U | N | Tore    | Diff. | Punkte |
| --- | ------------------------ | --- | - | - | - | ------- | ----- | ------ |
| 1.  | Unión Española (1)       | 3   | 2 | 1 | 0 | 006:300 | +3    | 05     |
| 2.  | CD Palestino (1)         | 3   | 2 | 0 | 1 | 007:500 | +2    | 04     |
| 3.  | Deportes Antofagasta (2) | 3   | 1 | 0 | 2 | 003:600 | −3    | 02     |
| 4.  | CD Cobresal (2)          | 3   | 0 | 1 | 2 | 001:300 | −2    | 01     |